# Эртфельт, Андрис ван
Андрис ван Эртфельт (нидерл. Andries van Aertvelt, Andries van Eertvelt, Artevelde, Andries van Artvelt; 1590, Антверпен — 1652) — фламандский рисовальщик, живописец-пейзажист, и гравёр. Один из первых нидерландских художников-маринистов. Свои произведения подписывал монограммой «AVA» (Andries van Artvelt). Некоторые из его учеников также стали выдающимися художниками-маринистами.

## Биография
Андрис ван Эртфельт родился в Антверпене, крещён в соборе Антверпена 25 марта 1590 года. Семейная фамилия, возможно, происходит от селения Ertvelde (Восточная Фландрия, ныне территория Бельгии). Не сохранилось никаких записей о мастерах, у которых он обучался. В 1609 году он был зарегистрирован мастером антверпенской Гильдии Святого Луки. Женился на Катерине де Влигер 28 ноября 1615 года в церкви Святого Андрея. В семье было двое детей. Его жена умерла в 1626 или 1627 году.
После смерти жены Андрис ван Эртфельт вместе с одним из своих учеников, Матье ван Платтенбергом, отправился в Италию. В 1628—1630 годах ван Эртфельт жил в Генуе в доме своего соотечественника Корнелиса де Валя, который также писал морские пейзажи и сражения на море. Корнелис де Валь долгое время проживал в Генуе и помогал Эртфельту с получением заказов.
В 1630 году ван Эртфельт вернулся в Антверпен. В начале 1630-х годов он сблизился с Сюзанной Априль, от которой у него было две внебрачные дочери: Сюзанна и Анн-Мари, но 3 октября 1633 года он женился на Элизабет Бутс в церкви Святого Иакова в Антверпене. Их сын Ян Батист был крещён в той же церкви 11 февраля 1634 года.
Морские пейзажи ван Эртфельта имели успех, они продавались в Голландии, Испании и Португалии. Фламандский литератор XVII века Корнелис де Би назвал художника «сыном морей». Антонис Ван Дейк написал его портрет, и гравюра, созданная по этому портрету работы Схелте Адамса Болсверта, была включена в «Иконографию» Ван Дейка — собрание портретов выдающихся личностей того времени. Ван Эртфельт, судя по всему, также занимался дипломатической деятельностью. Он передал несколько писем, касающихся возможного мирного договора между Испанией и Голландской Республикой, от Бальтазара Гербье, англо-голландского дипломата, проживающего в Антверпене, Константину Гюйгенсу, секретарю принца Оранского в Голландской республике.
Андрис ван Эртфельт был учителем Гаспара ван Эйка, Матье ван Платтенберга и, возможно, Хендрика ван Миндерхаута. Возможно, он также был учителем ведущего фламандского художника-мариниста Бонавентуры Петерса Старшего и Себастьяна Кастро.

## Творчество

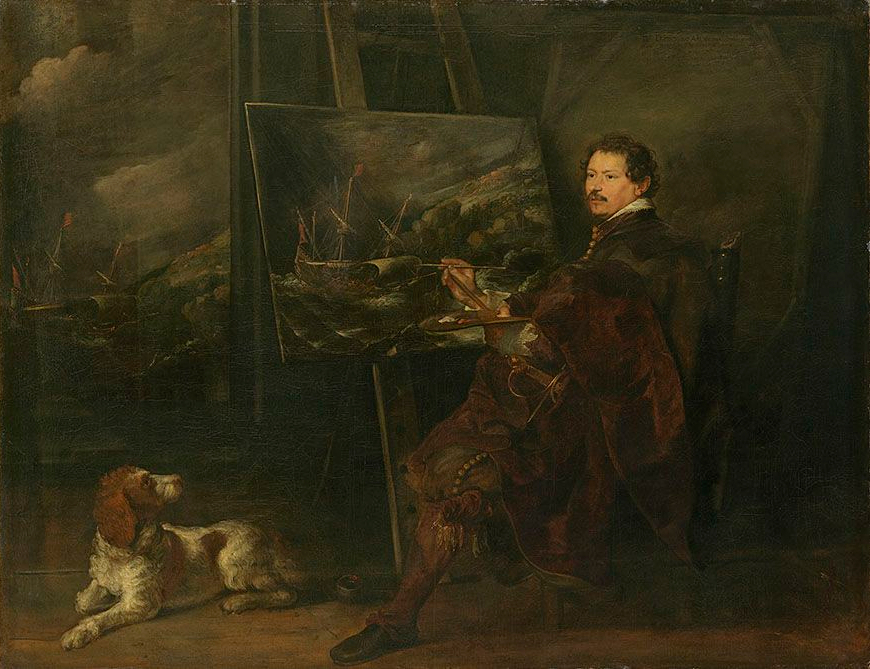
A. Ван Дейк. Портрет Андриса ван Эртфельта. 1632. Холст, масло. Баварские государственные собрания картин, Обершлайсхайм

Ван Эртфельт считается первым фламандским художником-маринистом. Его марины охватывали весь спектр этого жанра: морские сражения, штормы, виды кораблей в реках и гаванях, ночные виды. Его любимыми темами были голландские корабли в море и виды кораблей в южных, часто воображаемых гаванях. В его творчестве, возможно, имело место влияние голландского художника-мариниста Хендрика Корнелиса Врома, либо более значительное влияние фламандского художника XVI века Питера Брейгеля Старшего. Предполагается, что ван Эртфельт в начале 1600-х годов провёл некоторое время в Голландской республике, хотя об этом нет никаких документальных подтверждений, кроме его картин с изображениями голландских кораблей и портов. Возможно, он проживал в Харлеме, но также нет никаких доказательств, как и для широко распространенного предположения, что он учился у Врома. Вполне возможно, что Андрис ван Эртфельт познакомился со стилем Врома в Антверпене, где картины последнего, а также их копии и подражания, были легко доступны на рынке. Известно также, что Ван Эртфельт делал копии с картин Врома.
В своих ранних произведениях ван Эртфельт придерживался маньеристического стиля, его палитре были свойственны зеленовато-чёрные и коричневые тона. Он часто использовал белый цвет, чтобы такелаж кораблей выделялся на фоне тёмного моря. Этот стиль виден в картине «Возвращение в Амстердам Второй экспедиции в Ост-Индию 19 июля 1599 года», датированной 1610-ми годами.
Позднее художник перешёл к более мягкой и осветлённой палитре, особенно после возвращения из Италии (в 1627—1630-х годах художник работал в Генуе). Он стал предпочитать виды на южные гавани со спокойным морем, окрашенным в мягкие тона. Этот зрелый стиль виден в картине «Два корабля на рейде» в собрании санкт-петербургского Эрмитажа.
Андрис ван Эртфельт время от времени сотрудничал с другими художниками Антверпена. Морской пейзаж на «Портрете Николаса ван дер Борхта, торговца в Антверпене» А. Ван Дейка приписывается ван Эртфельту.
Ван Эртфельт также работал гравёром. Но не все его офорты сохранились. В санкт-петербургском Эрмитаже имеются две картины этого художника.

## Галерея

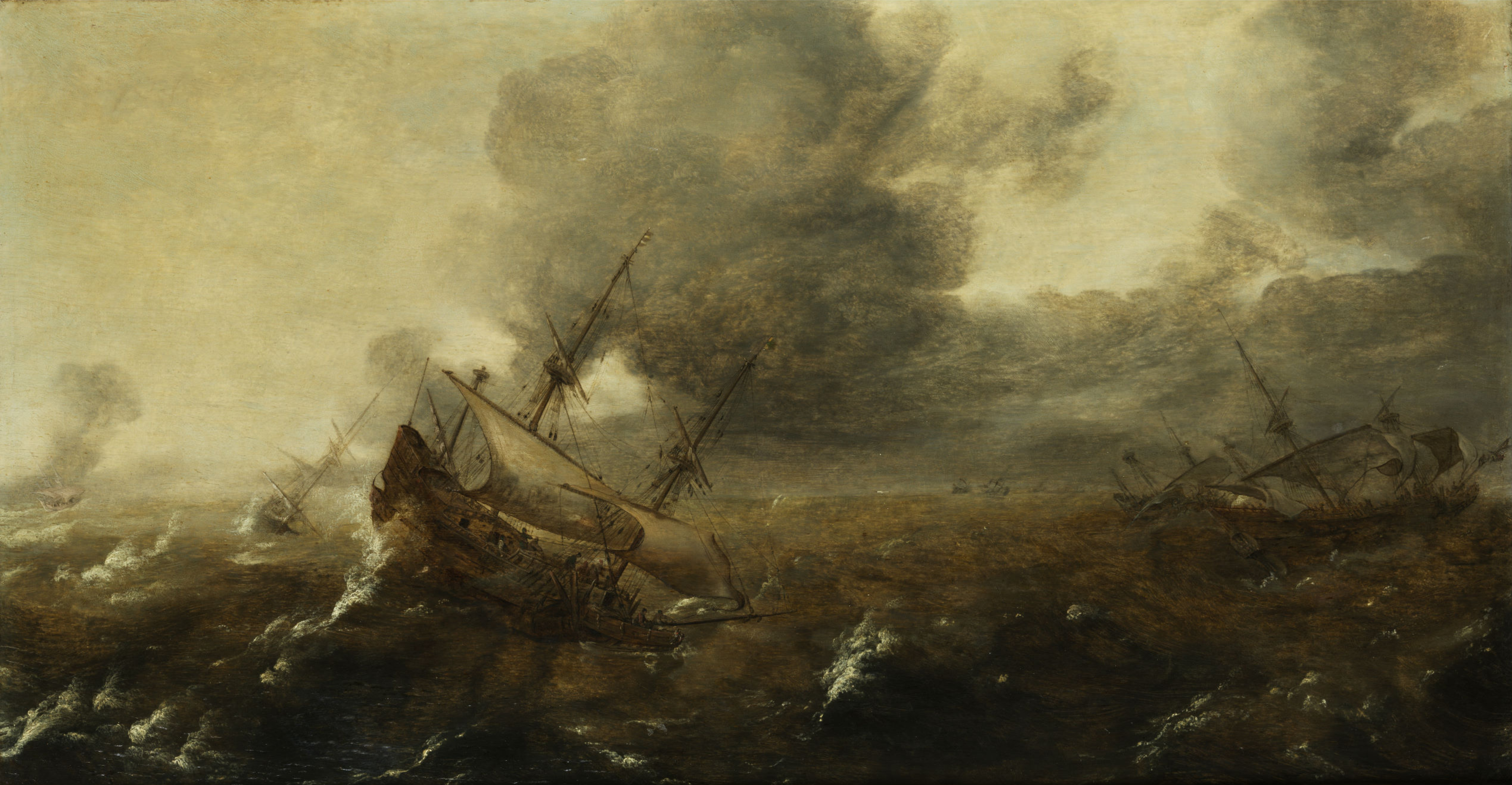
Корабли в штормовом море. Между 1607 и 1652. Дерево, масло. Частное собрание
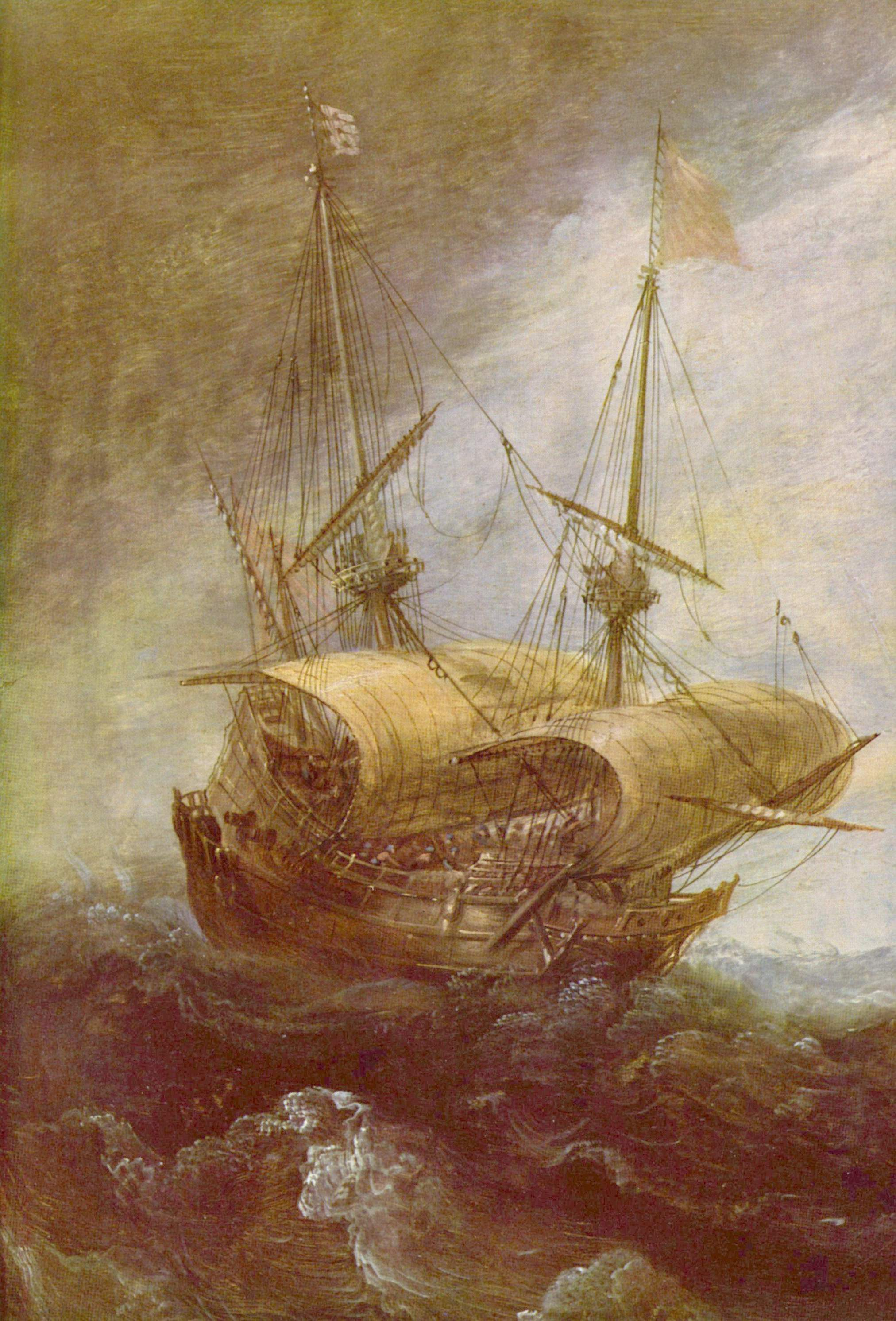
Штормовое море. Деталь. Дерево, масло. Художественный музей, Дюссельдорф
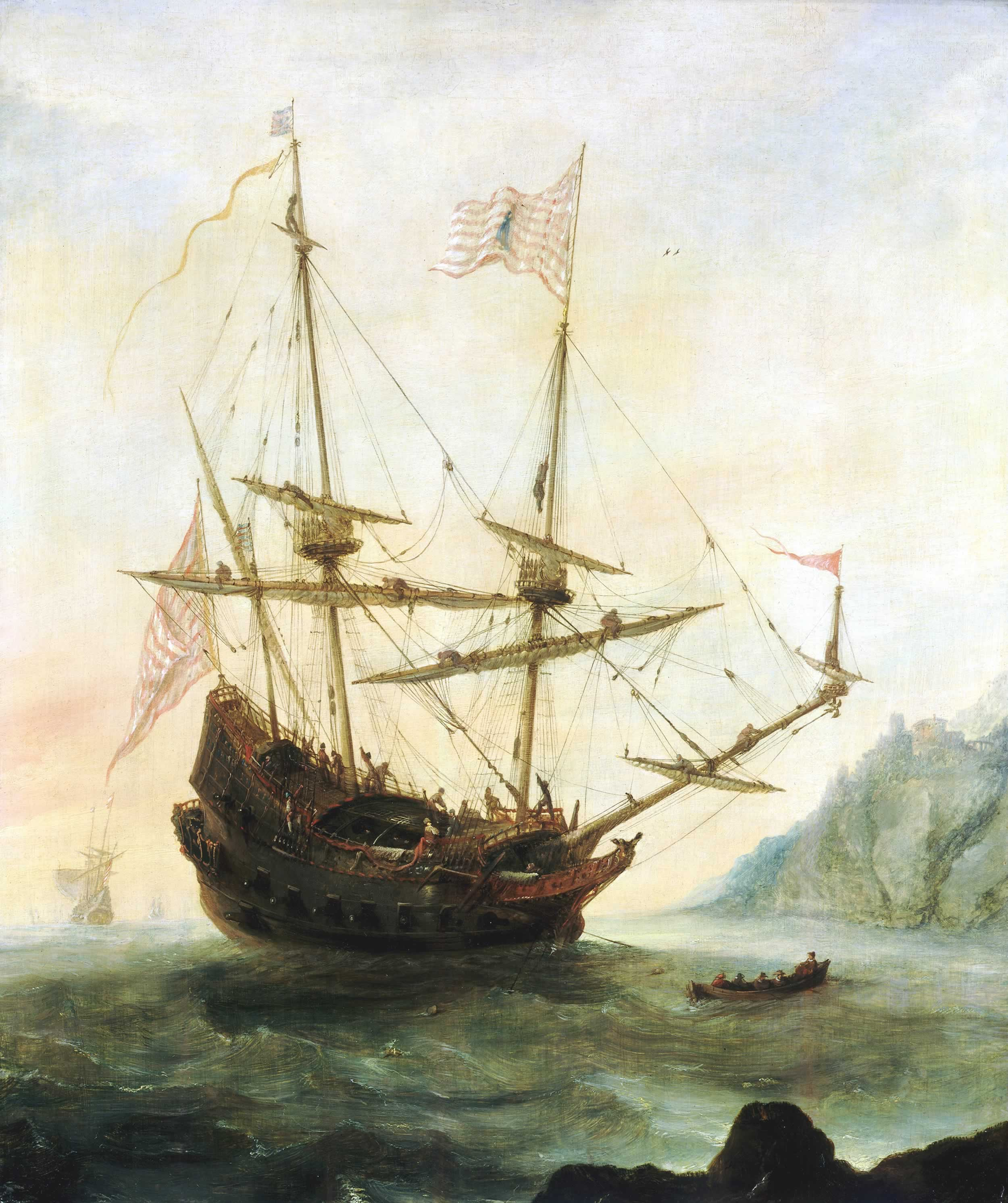
Святая Мария на якоре. Ок. 1628. Дерево, масло. Национальный морской музей, Гринвич, Лондон
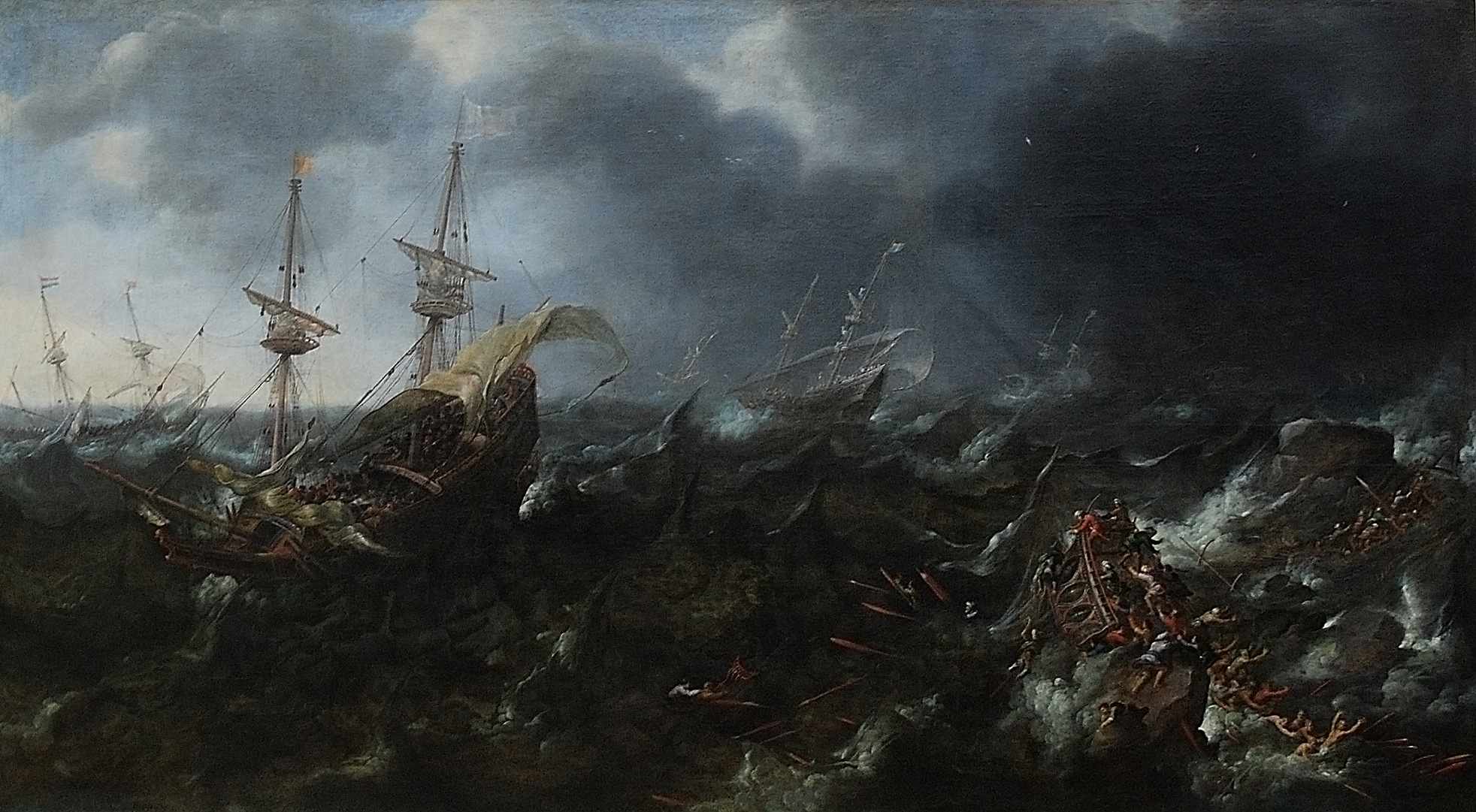
Сражение при Лепанто. Холст, масло. Музей изящных искусств, Гент
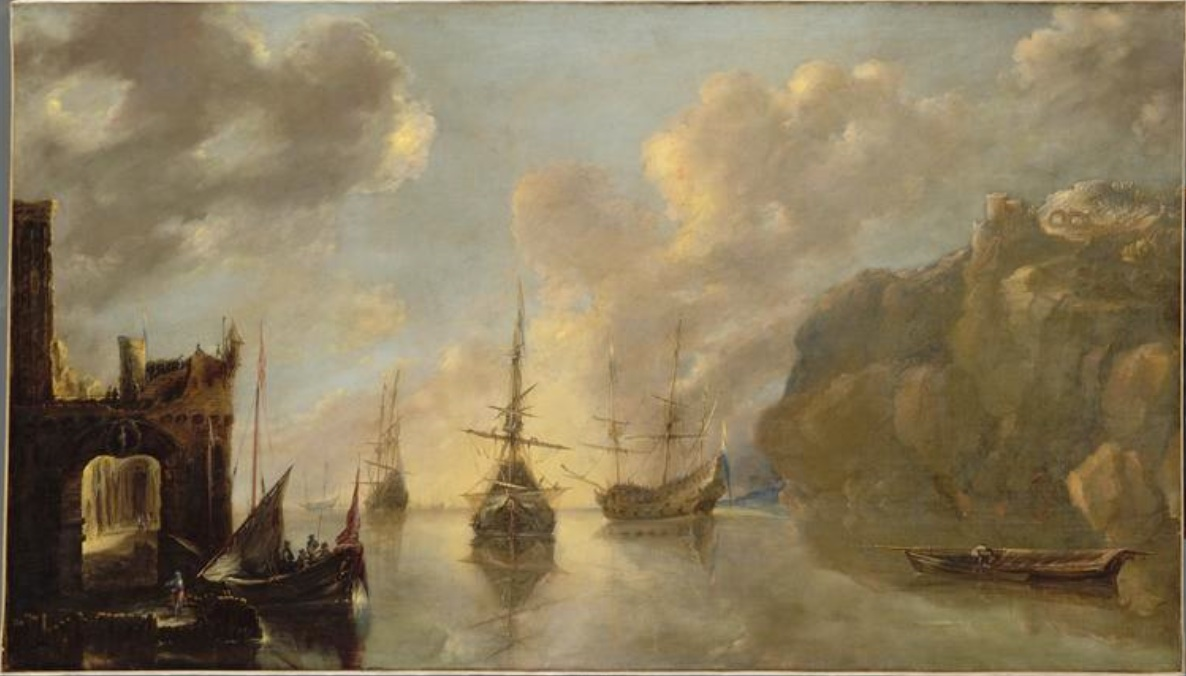
Марина, эффект заходящего солнца. Между 1607 и 1652. Холст, масло. Лувр, Париж
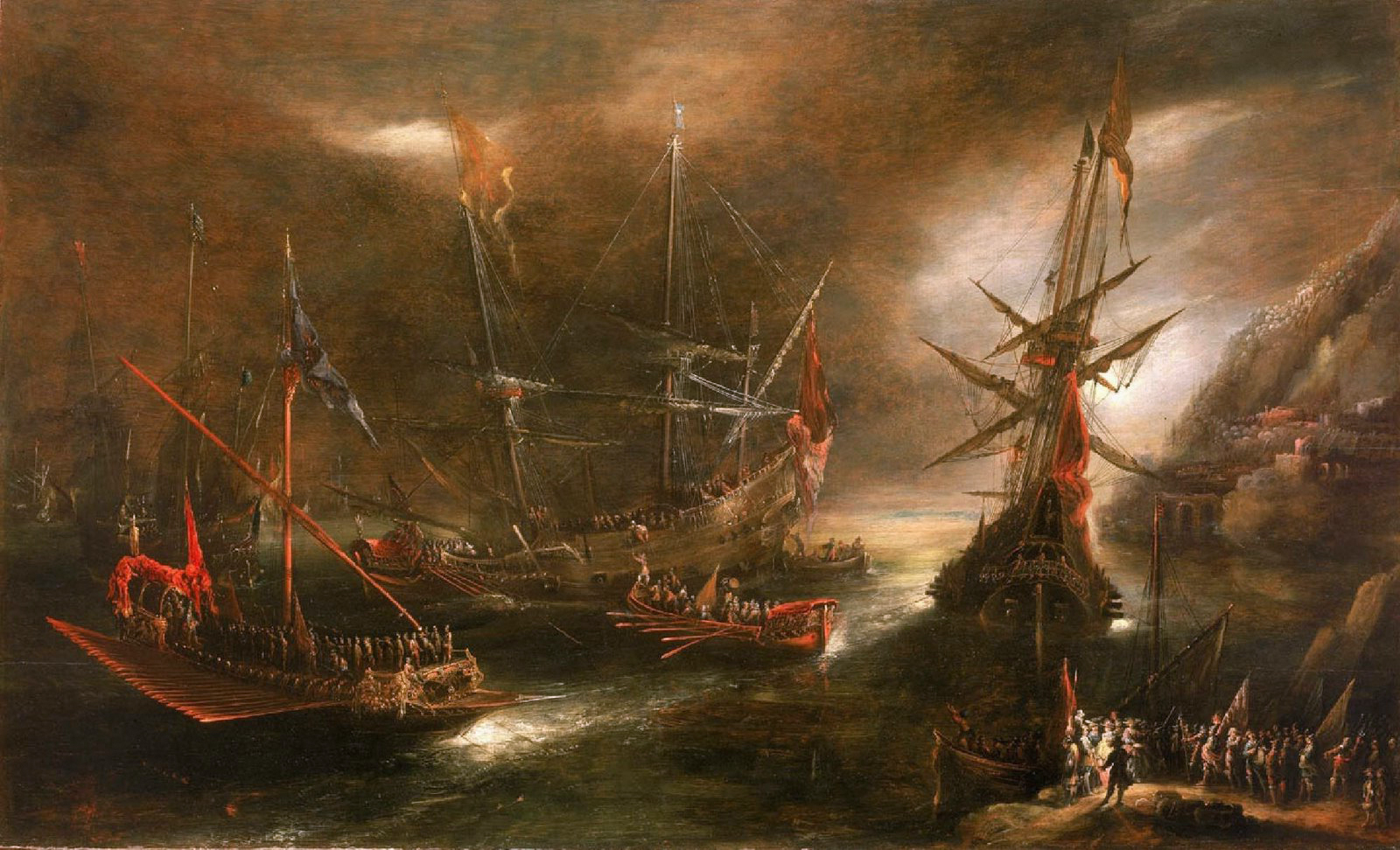
Посадка испанских войск. 1630-е. Дерево, масло. Национальный морской музей, Гринвич, Лондон
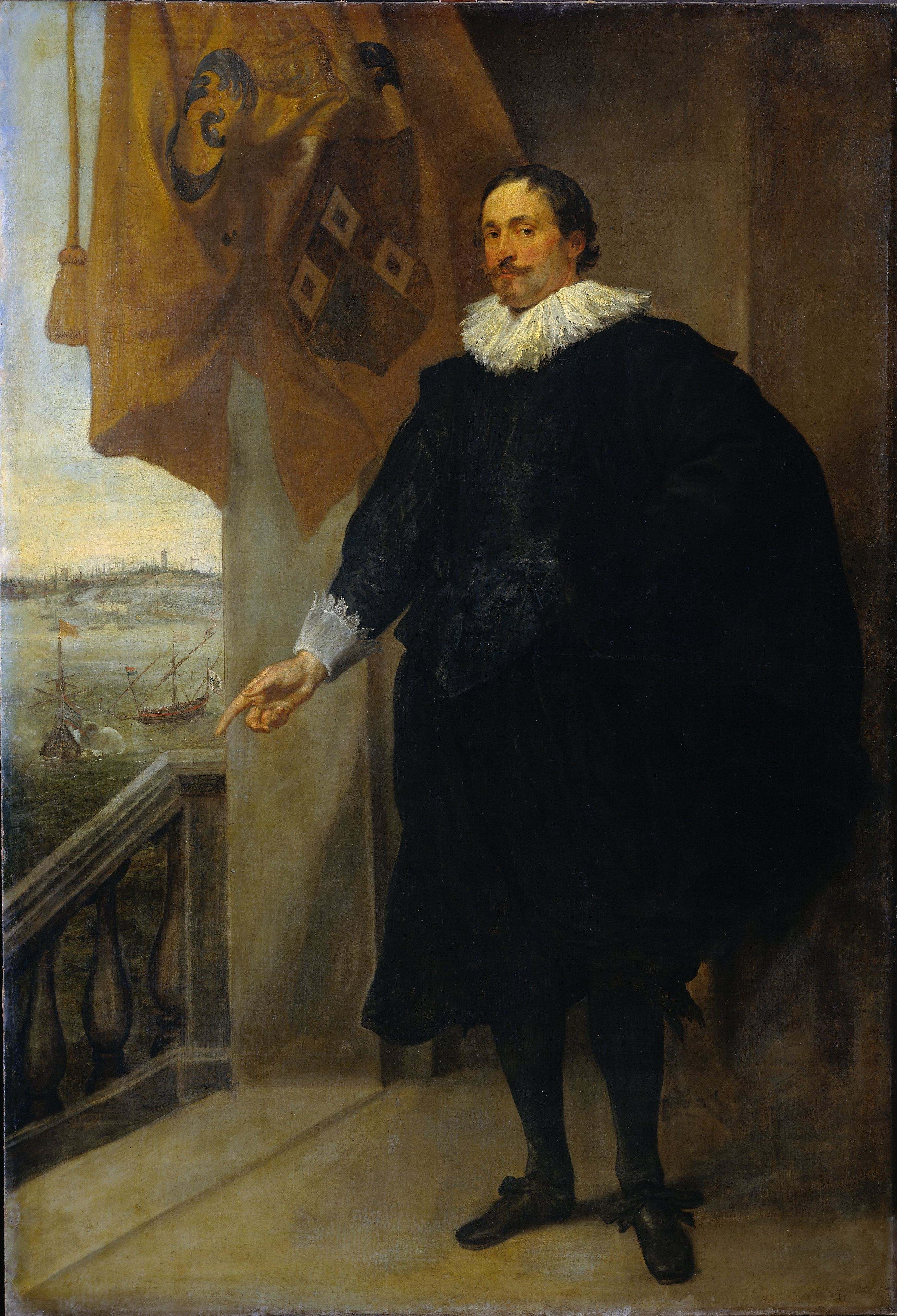
A. Ван Дейк, А. ван Эртфельт. Портрет Николаса ван дер Борхта, торговца в Антверпене. Между 1625 и 1635. Холст, масло. Рейксмюсеум, Амстердам
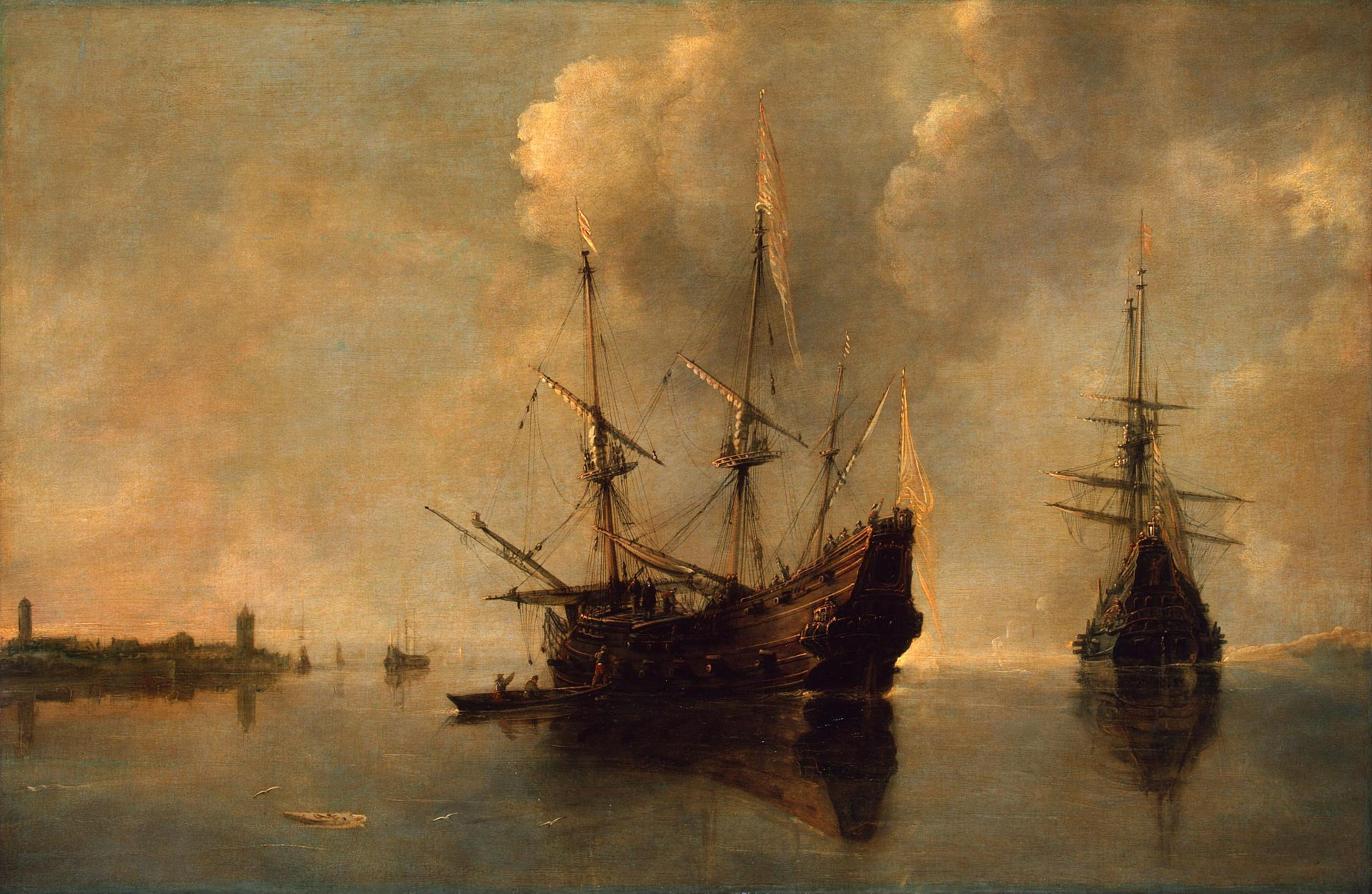
Два корабля на рейде. 1640-е. Холст, масло. Государственный Эрмитаж, Санкт-Петербург